# Luzia Maria Martins
Luzia Maria Martins (Lisboa,  27 de maio de 1927 – Lisboa, 13 de setembro de 2000) foi uma dramaturga, diretora e atriz portuguesa. É considerada a mãe do teatro independente em Portugal.

## Biografia
Estudou em Londres, onde residiu parte da sua vida. Ali contactou com um meio cultural muito diferente do que então se vivia em Portugal, inspirando-a a fundar, em 1963, juntamente com Helena Félix, o TEL – Teatro Estúdio de Lisboa.
Luiza Maria Martins foi uma das figuras da resistência ao regime do Estado Novo, proporcionando ao público português, através da sua força de vontade, o contacto com autores e textos centrais da dramaturgia europeia, tais como Strindberg, John Osborne, Edward Bond e Marguerite Duras, vindo a incluir no seu repertório autores então proibidos pela censura, como Sttau Monteiro e Maxwell Anderson.
Terminou a sua carreira teatral no início da década de 1990, após a morte de Helena Félix, desiludida com o desinteresse do público. Apenas em 1998, a convite de Carlos Avilez e Luísa Ortigoso, regressou para encenar o monólogo Frida e a casa azul, de José Jorge Letria, no Teatro Nacional D. Maria II 
Morreu a 13 de setembro de 2000, no Hospital de Santa Maria, em Lisboa, vítima de doença prolongada.

## Trabalhos
Entre as suas obras encontram-se: 
- 1967 - Bocage, Alma sem Mundo, Edições Europa-América
- 1975 - Lisboa 72-74 [5]

## Prémios e homenagens
Foi distinguida com os prémios: 
- Prémio António Pinheiro para o melhor Encenador do Ano (1969) [3]
- Prémio da Crítica (1970), pela sua encenação de Lar, de David Storey [3]

O Ministério da Cultura distinguiu-a com a Medalha de Mérito Cultural, em 1990. 
Em 2001, Câmara Municipal de Lisboa atribuiu o nome de Largo Luzia Maria Martins, a um arruamento da freguesia de São Domingos de Benfica.